# Красноногий полосатый погоныш
Красноногий полосатый погоныш (лат. Rallina fasciata) — вид птиц из семейства пастушковых. Подвидов не выделяют.

## Распространение
Населяют низменности от юга Мьянмы до Филиппин и на юг до Больших Зондских островов; также на Малые Зондских и Молуккских островах, а недавно обнаружено гнездование на Западном Тиморе.

## Описание

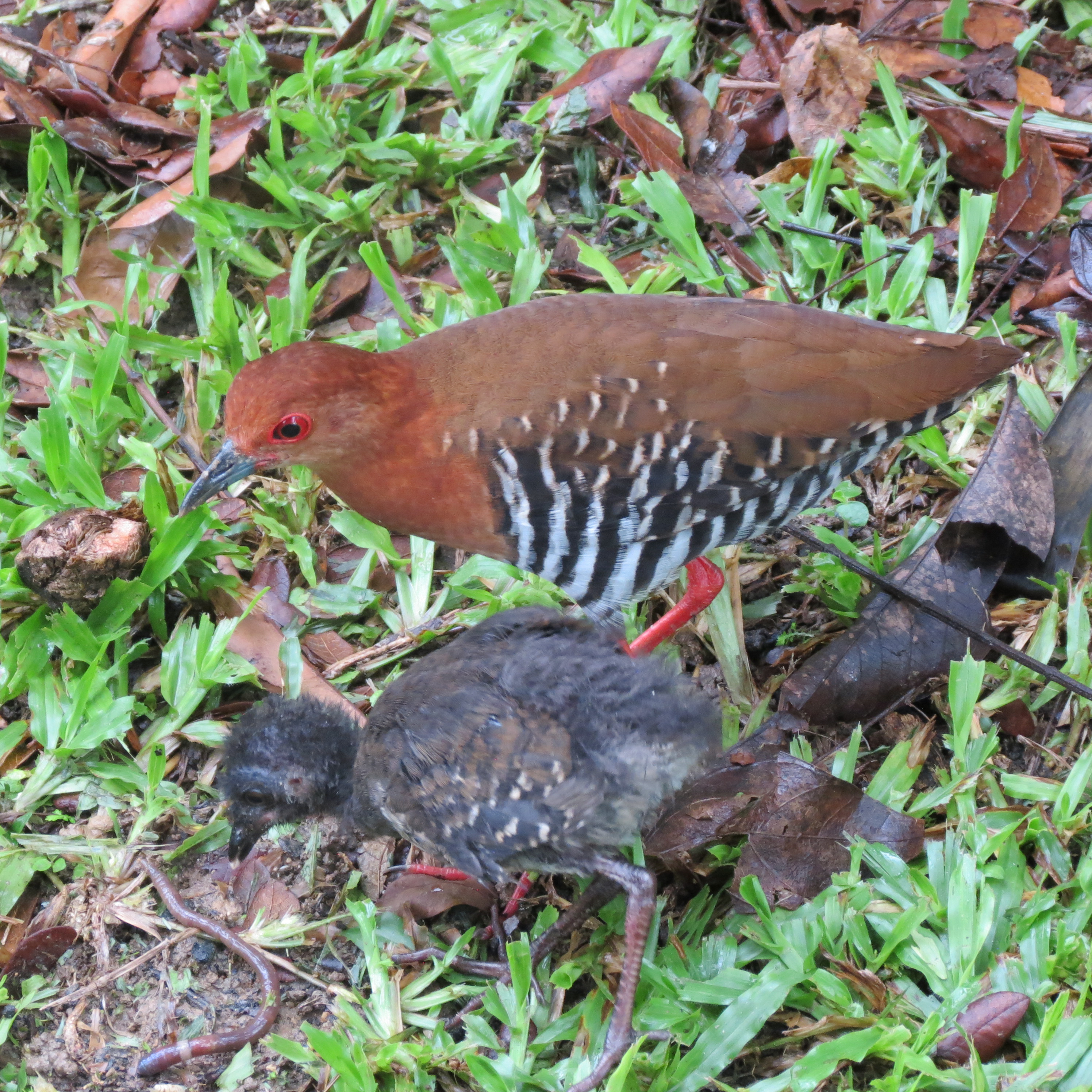
Взрослая птица и птенец

Длина тела 23—25 см. Масса 68,8—108 г. Самец и самка похожи. При этом у самки немного больше коричного цвета на голове и шее, а также более узкие чёрные полосы на брюхе и боках. Представители вида легко отличаются от Rallina eurizonoides и Rallina tricolor по ярко-полосатым крыльям и красным ногам, а от последних также по белым полосам на нижней части тела.

## Биология
Миграции вида в пределах ареала пока не понятны специалистам. Рацион и гнездо не описаны. В кладке 3-6 яиц. Насиживают как самка, так и самец.